# 北洋西医学堂
北洋海军医学堂，又称天津西医学堂、“北洋医学堂”、“北洋西医学堂”，创办于清光绪二十年（1894年），是中国政府第一所自主创办的西医学堂。该校原址在天津法租界海大道（Rue de Takou）（今大沽北路），现址为天津市口腔医院。

## 历史
李鸿章出访欧洲考察西方军事制度后，发现“西洋各国行军以医官为最重”，所以在北洋海军创建之初，就雇募洋医分派至各舰。继而提出“兴建西医学堂，造就人才实为当务之急”。1879年基督教伦敦会派遣马根济赴天津任“伦敦会医院”院长。马根济建议直隶总督兼北洋通商大臣的李鸿章创办西医医学馆。李鸿章接受其建议于1881年创立“天津西医医学馆”〔Viceroy's Hospital Medical School〕，即总督医院附属医学校。学制为4年，第一次招收8名学生，李鸿章聘请马根济和驻津的英美海军外科医生授课。1885年毕业时只剩6名学生，第一名学生林联辉和第二名学生徐清华留校任教，其余4名学生被分派至陆军或海军部队任军医。1888年马根济病逝，李鸿章停止对总督医院的经济资助，医院被伦敦会收买，医学馆由清政府接收。李鸿章筹划创建更大规模的西式医院。1894年李鸿章让天津海关使用本地官商捐款创办了中国第一所自主创办的西医医院“天津储药施医总医院”，天津西医医学馆同时并入该院，成为天津储药施医总医院附设西医学堂。1894年6月26日李鸿章拟《医院创立学堂折》奏请设立，于本年校舍落成，正式招生开学。马根济的学生、天津总医院副医官林联辉担任该学堂校长，天津税务署英国医官欧士敦监督一般医学事宜。教习均由医学生出身、已充医官者担任。学生以20名为额，挑选极为严格。按照西方医学院的标准来设置医学课程。设置生理学等多门。重视“临症”，课堂学习半年，医学门径略能领悟后，即按日轮班，随医官往医院诊视。学习年限4年，学成后发给执照，准以医学谋生。学堂的一切费用从政府海防经费中拨付，目的在于专门培养海军军医人才。同时正式改名为北洋医学堂。
1900年因义和团运动而关闭。1901年李鸿章病逝。1902年，袁世凯恢复办学并更名为“北洋海军医学堂”，又称“北洋海军医院学校”。1913年，北洋海军医学堂改名为“直隶公立医学专门学校”，经亨咸任校长。1914年，该校新建楼房及解剖室。医院门诊每日约400至500人次。挂号每次5分钱，药费低廉，无正式护士，一切注射、换药都由医生亲自动手。1915年9月，直隶省政府在保定利用停止招生的直隶高等师范学校部分经费和校舍重建了独立的直隶公立医学专门学校（后沿革为河北医科大学）。1915年10月，天津原校址归中华民国海军部管辖，并改名为“海军军医学校”（1922年毕业证书上写的是“海軍醫學校”第十四班），设有预科及本科，修业年限，预科1年，本科4年。教育经费由中华民国海军部拨付。
北洋西医学堂成立之初委派毕业于天津医学馆的广东人屈桂庭作为招生监督。因此，在当时该校招生只限广东一省，后来，由于天津地方名宿士人的抗议，天津地区得到招生名额。民国初年，北洋海军医学堂每两到三年向全国招生一次，每次三十名学生，录取新生地点来自天津、广东、浙江、江苏、福建、直隶等地。
1925年奉系占领平津，于夏初，派军医总监王宗承，偕同陈丽南来津，接受该校，当任校长张子庠负责办理交接事宜。
至1930年3月因海军部停拨经费，学校停办，学生累计毕业共16届、219人。
1933年4月1日，天津海军学校的全体教职员工因为整整四年没有得到办校经费，完全靠医院诊疗费勉强维持而宣布停止办公。校长张廷翰谋求海军部支持。海军部以教职员工都已不再工作为由，停办该校。1933年，天津市市长周龙光擅与驻津法国领事签订有损主权的协约，将该校地产让与法租界，许其拆除以改筑马路，学校被迫停办。1933年12月24日，南开学校召开董事会，讨论接办海军医学院相关事宜。同年12月29日，行政院召集内政、财政、教育、海军等部商讨关于复兴天津医学校计划，但终以经费无着而搁置。

## 校舍
校址在天津法租界海大道（Rue de Takou）（今大沽北路），现址为天津市口腔医院。主楼为一座中国衙门式古建筑，由当时的天津招商局总办朱其诏捐资兴建而成。该建筑设有高大门楼和一扇黑漆大门，门楼和大门上各悬有一块横匾，匾额上分别写有李鸿章亲笔所写的“北洋医学堂”和“北洋医院”。此外，北洋西医学堂当时还设有180余间房屋，后来由于需要，又添建了78间房屋。北洋西医学堂当时分为三道院。前院为平房并设有院长室、学监室、总务室、财会室等行政科室。前院的门楼上设有一个宽大的板凳，为当时值班人工作的地方。中院的东部设有教学楼，教学楼上半部分为课室，下半部分为礼堂。中院的西南部为宿舍楼和北楼，北楼内设有图书馆、标本室、储藏室、X光室和健身房等。后院设有学生厨房、网球和篮球场等。

## 知名校友
- 苏井观：中央军委总卫生部部长、中央人民政府卫生部副部长
- 许世芳：中华医学会创立人之一。
- 许世铭：参与伍连德哈尔滨鼠疫防疫，牺牲在防疫任上，时年二十六岁。

### 引用
1. ↑  《中国医学通史》 近代卷西医篇·近代医学教育·清末时期的医学教育，人民卫生出版社，2000年版。
2. ↑  .   [2011-02-07]. （原始内容存档于2009-02-20）.
3. ↑  .   [2011-02-07]. （原始内容存档于2019-06-10）.
4. ↑  .   [2020-11-15]. （原始内容存档于2020-12-23）.
5. ↑  .   [2011-02-07]. （原始内容存档于2013-11-22）.
6. ↑  .   [2020-11-15]. （原始内容存档于2020-12-23）.
7. ↑  梁吉生. . 北京: 人民教育出版社. 2010. ISBN 9787107208928.
8. ↑  .   [2011-02-07]. （原始内容存档于2014-01-02）.

### 书目
- 天津史志丛刊. 1, 二十世纪初的天津概况 [地方志] / 日本中国驻屯军司令部编 ; 侯振彤译 (1986年4月第1版)  内部发行